# Universal Pictures
Cet article concerne la société de production et distribution de film. Pour les studios de tournage, voir Universal Studios. Pour les parcs à thèmes, voir Universal Parks & Resorts.
Pour les articles homonymes, voir Universal.
Universal Pictures (légalement Universal City Studios LLC parfois Universal Studios, et anciennement Universal Film Manufacturing Company et Universal-International Pictures Inc.) est une société de production cinématographique américaine appartenant à Comcast, au sein de sa filiale NBCUniversal. Créée en 1912 par Carl Laemmle, c'est le plus ancien studio de cinéma américain encore en activité et le quatrième plus ancien au monde, après Gaumont, Pathé et Nordisk Films. C'est un des six plus gros studios de cinéma, il fait partie des majors du cinéma, et des tout premiers grands studios hollywoodiens.
Son siège social se situe à Universal City, au nord de Hollywood, en Californie. Trois des films d'Universal Pictures — Les Dents de la mer (1975), E.T. (1982), et Jurassic Park (1993) — furent des records au box-office, chacun d'entre eux devenant le plus gros film jamais produit au moment de sa sortie et étant réalisé par Steven Spielberg. Le film Jurassic World (2015) est aujourd'hui le plus gros succès des studios Universal dans le monde.
Membre de la Motion Picture Association of America, Universal Pictures fait partie des majors du cinéma. Dans les années 1920 et 1930, les cinq plus gros studios (Metro-Goldwyn-Mayer, Paramount Pictures, 20th Century Fox, Warner Bros. et RKO Pictures) étaient surnommés les « Big Five ». Universal Pictures était classé parmi les « Little Three majors » avec United Artists et Columbia Pictures.

## Histoire

### Fondation du studio
Le studio de production-distribution Universal Pictures est fondé par Carl Laemmle le 30 avril 1912 à New York, aux États-Unis, par la fusion de plusieurs sociétés : - l'Independent Moving Picture Company, la New York Motion Picture Company (de Charles Baumann, Adam Kessel et Fred Balshofer), la Rex Motion Picture Manufacturing Company (de William Swanson), la Powers Motion Picture (de Pat Powers), la Champion (de Mark Dintenfass), et quelques autres,. Puis le 20 mai 1912, David Horsley avec Nestor Studios et Mark Dintenfass avec Champion rejoignent la société,. Ces entreprises se regroupent afin de s'opposer au monopole de la Motion Picture Patents Company qui demande une redevance à quiconque exerce une activité cinématographique. La même année, la justice américaine reconnaît le caractère anticoncurrentiel et illégal de la Motion Picture Patents Company.
Charles Baumann de la New York Motion Picture Company est nommé temporairement président du studio, et Carl Laemmle de la Independent Moving Pictures Company trésorier,,. Cependant, dès juin 1912, la New York Motion Picture décide de se retirer d'Universal et veut récupérer son capital de 500 000 dollars d'actions et d'obligations. Les autres membres de la participation sont furieux. Baumann, Kessel et Balshofer tentent de renégocier l'accord initial selon lequel les studios ont renoncé à leur capital au profit de la nouvelle société mère Universal. Power souhaite que la compagnie reste dans l'union et fait tout pour en prendre le contrôle.
Laemmle devient président en juillet 1914 et Robert Cochrane, vice-président,. Basé depuis le début sur la côte Est des États-Unis, Laemmle décide d'acquérir Providencia Ranch dans la vallée de San Fernando sur la côte Ouest. Moins de deux ans après l'acquisition du Ranch, Laemmle décide de centraliser les activités de l'entreprise sur la côte Ouest et mandate Isadore Bernstein pour l'acquisition de plus de terrain. En mars 1914, Berstein choisit un terrain de 230 acres (93,08 ha) pour 165 000 dollars. Ce lieu devient Universal City.
En février 1916, est fondée la filiale Bluebird Photoplays chargée de développer le matériel publicitaire des films, avec comme directeur artistique Burton Rice.

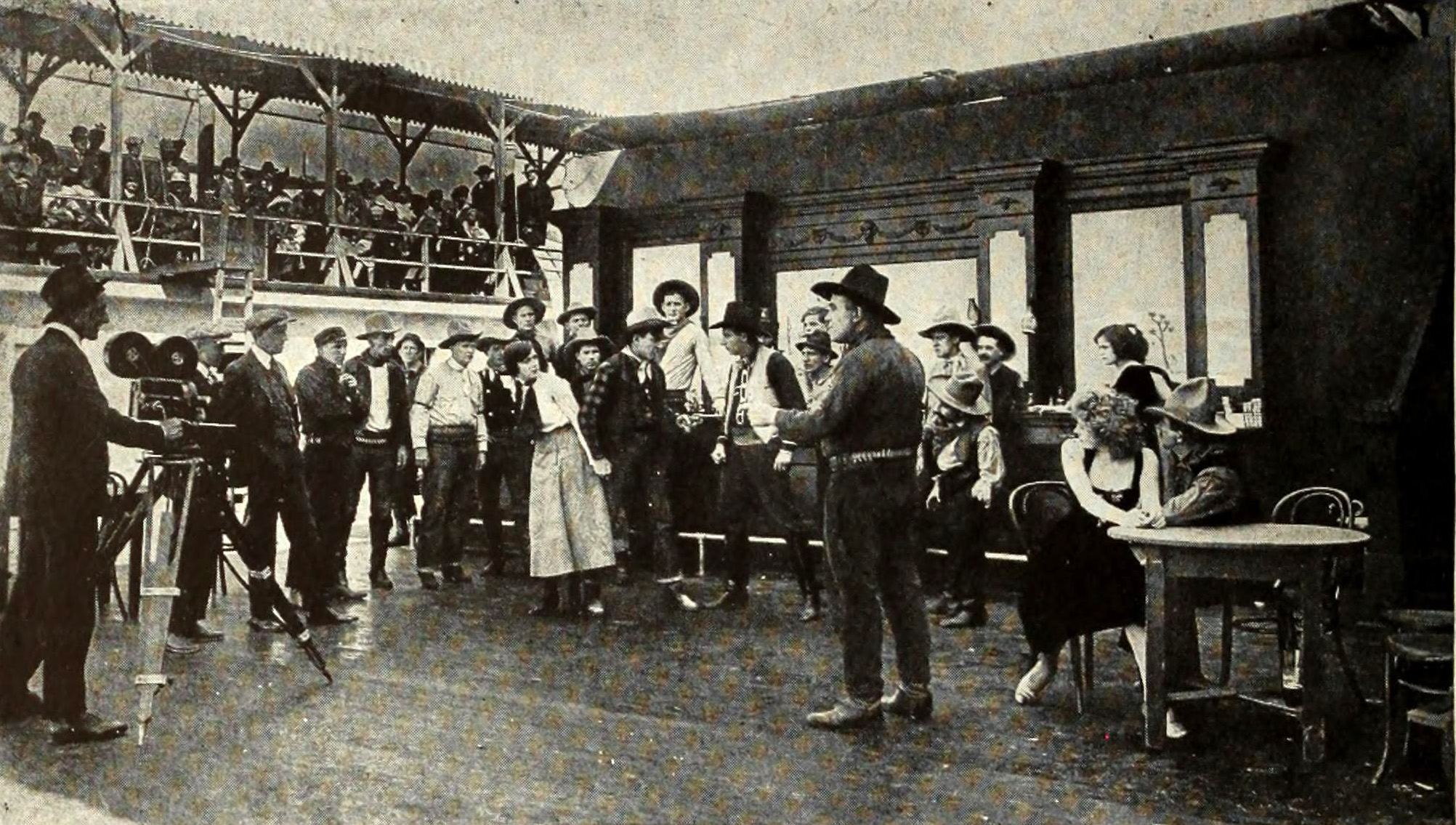
Tournage de Love's Lariat en 1916. À droite, la vedette du film, Harry Carey. En haut à gauche, les visiteurs du studio.

### Universal City
Dès 1915, Carl Laemmle permet à des visiteurs d'entrer dans les studios.

### Difficultés financières et retrait de Carl Laemmle Jr.
Son fils Carl Laemmle Jr. prend la direction du studio en 1929. C'est sous sa direction que le studio de cinéma hollywoodien produit des classiques du cinéma d'horreur tels que Frankenstein (1931), Dracula (1931) et Le Loup-garou (1941).
Malgré les succès publics des films impulsés par Laemmle Jr., les difficultés financières rattrapent le studio au milieu des années 1930. Laemmle Jr. fait appel à un apport financier auprès de Charles R. Rodgers, compagnon de poker de Laemmle Jr.. En 1936, Universal passe sous contrôle de son créancier, une société spécialisée dans les prêts aux entreprises, la Standard Capital Company de J. Cheever Cowdin. Alors que la famille Laemmle ne possède plus Universal, le studio est dirigé par Robert Cochrane et les productions sont menées par Rogers.

### Universal-International (1946-1962)
En 1946, Universal fusionne avec International Pictures. La société produit des films sous le nom d'Universal-International avant d'être rachetée par Decca Records en 1952.

### Ère Music Corporation of America (1962-1995)
En 1962, Music Corporation of America (MCA) rachète Universal-International à Decca Records. La firme commence à prospérer sous la direction de Lew Wasserman et se lance dans la production de programmes pour la télévision. Revue Studios, filiale de MCA, est alors une des principales sociétés de télévisions américaines et produit des séries à succès comme Leave It to Beaver, Alfred Hitchcock présente et La Grande Caravane. Revue Studios est rebaptisé « Universal Television » et se spécialise dans la production des séries policières ou d'action telles que Dragnet, Columbo, Baretta, K 2000, Code Quantum et New York, police judiciaire.
Le 15 juillet 1964, le studio Universal est en partie transformé en parc d'attractions, les Universal Studios Hollywood. En 1988, le projet d'un second parc en Floride est annoncé, les Universal Studios Florida.
En 1970, Universal Pictures et Paramount Pictures s'allient pour créer Cinema International Corporation (CIC) afin de distribuer à l'international les films des deux studios. CIC deviendra United International Pictures en 1981, lorsque Metro-Goldwyn-Mayer rejoindra l'alliance.
Dans les années 1990, époque des grandes fusions dans les domaines des médias, Wasserman tente de lier une alliance avec Matsushita Electric pour 6,6 milliards de dollars (la société mère, entre autres, de Panasonic). L'apport d'argent permet à la firme de garder son indépendance, mais les managers japonais et américains des deux sociétés ne parviendront jamais à réellement s'entendre.

### Ère Seagram (1995-2000)
En 1995, Matsushita (Panasonic) se désengage finalement de Music Corporation of America en 1995 au profit du groupe Seagram. Seagram se lance alors dans une course aux acquisitions pour construire un conglomérat de médias autour d'Universal. En 1996, les activités cinématographiques et musicales de MCA sont séparées en deux entités : Universal Studios pour les films et la télévision, et Universal Music Group (UMG) pour la musique,. Le marché ne partageant pas l'optimisme des dirigeants de Seagram, le cours de la société ne décollera jamais. Universal Television est revendu à USA Network et rebaptisé « Studios USA ».

### Vivendi-Universal (2000-2004)
En juin 2000, Seagram fusionne avec le groupe français Vivendi pour former Vivendi Universal. À cette occasion, Universal est regroupé avec Vivendi Communication, qui comprend Cegetel, Havas, et le groupe Canal+. Universal Studios est intégré au sein de Vivendi Universal Entertainment, qui regroupe les activités cinéma, télévision et parcs d'attractions de Vivendi Universal (et plus précisément dans la filiale Universal Pictures Group). Universal Studios est alors associé à Studio Canal, la société de production cinématographique dépendante de Canal+. Les deux entreprises co-produisent quelques films, notamment Love Actually.
En 2003, Universal absorbe USA Network et rétablit le nom de « Universal Television ». Cependant, le groupe Vivendi est rapidement en proie à de graves problèmes financiers en 2004.
En mai 2004, Vivendi Universal vend 80 % de Vivendi Universal Entertainment, incluant les studios Universal, comme l'ensemble de Universal Pictures hérité de Seagram, à l'américain General Electric, propriétaire de la chaîne NBC.

### Ère General Electric (2004-2011)
En mai 2004, Vivendi Universal Entertainment est intégré au nouveau conglomérat de médias NBCUniversal, détenu à 80 % par General Electric et à 20 % par Vivendi. De l'ensemble des activités Universal qu'il a héritées, Vivendi reste uniquement propriétaire de Universal Music Group, qui ne fait pas partie de la fusion.
Le 26 janvier 2011, General Electric rachète les 20 % de Vivendi dans NBCUniversal, dans l'objectif de céder des parts à Comcast.

### Ère Comcast (2011-)
En janvier 2011, General Electric cède 51 % de NBCUniversal à l'opérateur Comcast. En mars 2013, Comcast rachète les 49 % restants à General Electric pour 16 milliards de dollars.
En 2012, Universal Studios opte pour un logo en HD pour fêter ses 100 ans.

## Identité visuelle (logo)

Logo d'Universal Pictures de 1997 à 2012.
Logo d'Universal Pictures depuis 2012.